# Houy (divine adoratrice d'Amon)
Pour les articles homonymes, voir Houy.
La Divine Adoratrice Houy est une prêtresse de haut rang durant la XVIIIe dynastie. Elle est la mère de Mérytrê-Hatchepsout, grande épouse royale du pharaon Thoutmôsis III, et donc la grand-mère maternelle du pharaon Amenhotep II.
Le statut de Houy est attesté par ses nombreux titres :
- Supérieure des recluses d’Amon[2] ;
- Supérieure des recluses du temple de Rê ;
- Divine adoratrice d'Amon ;
- Divine adoratrice dans le temple d’Atoum.

On ignore cependant si elle occupait ces éminentes positions religieuses avant le mariage de sa fille, ou si ces titres lui furent attribués après l'union royale, afin de conférer une situation officielle à une roturière.
La statue représentant cette femme éminente la qualifie de « mère d'une épouse du dieu et d'une grande épouse royale », cumul de titres que Mérytrê-Hatchepsout est seule à porter sous le règne autonome du troisième Thoutmôsis. Ces indications tendent à prouver que la reine Mérytrê était bien la fille de Houy, et non celle de la reine pharaon Hatchepsout comme cela a été longtemps proposé.
La statue étant la seule attestation de l'existence de la Divine Adoratrice, on ne possède aucune autre indication sur ce haut personnage du milieu de la dynastie. Le nom d'Amon y fut martelé durant le règne d'Akhenaton.

## Généalogie
Sur la statue de la Divine Adoratrice sont nommés plusieurs de ses petits-enfants, dont certains peuvent être rapprochés des enfants avérés du couple royal : la princesse Nebetiounet est assise sur les genoux de sa grand-mère, alors que le prince Menkhéperrê et les princesses Mérytamon (dont le nom est inscrit dans un cartouche), Iset et une seconde Mérytamon (sans cartouche) sont représentés sur le côté de la statue. Iset, représentée plus petite, était sans doute la cadette de la fratrie.